# Churicheni Island
Churicheni Island (englisch; bulgarisch остров Чуричени ostrow Tschuritscheni) ist eine 230 m lange, 140 m breite und unvereiste Insel im Archipel der Südlichen Shetlandinseln. Als eine der Onogur-Inseln liegt sie 1,78 km nordnordöstlich des Misnomer Point und 0,19 km westlich des Shipot Point rund 100 m vor der Nordwestküste von Robert Island.
Britische Wissenschaftler kartierten sie 1968, bulgarische 2009. Die bulgarische Kommission für Antarktische Geographische Namen benannte sie 2013 nach der Ortschaft Tschuritscheni im Südwesten Bulgariens.